# 미키 제임스
미키 제임스(Mickie James, 1979년 8월 31일 ~)는 미국의 여자 프로레슬링선수로 전 WWE 디바 이자 현 임팩트 레슬링 여성의 프로레슬링선수다. 또한, 컨트리 가수로도 활동하고 있다. 피니쉬 무브는 미키 DDT (점핑 DDT), 믹 킥 (라운드 하우스 킥)이 있다.

## 활동
1998년에 레슬링 훈련을 받고 1999년에 레슬링 활동을 시작했다. 2003년에서 TNA에 데뷔하여 잠시 활동하였고 2003년에 WWE을 입문하여 2005년에 트리시 스트레터스의 팬으로 데뷔했다. 하지만 트리시와 팀을 깨지고 2006년 레슬매니아22에서 트리쉬를 꺾고 위민스 타이틀을 획득했다. 트리시도 은퇴하고 리타도 은퇴하자 이후로 본격적인 위민스 타이틀 디버전을 활약했다. 멜리나와의 대립도 서슴지 않았다. 혼성 태그팀도 여러경기를 펼쳤는데, 슈퍼 크레이지나 코피 킹스턴과 팀을 이뤄 악역 태그팀들과 대결을 펼쳤다. 특히 2008년 썸머슬램에서는 글렘 마렐라(산티노 마렐라와 베스 피닉스)와 인터젠터 타이틀매치를 치러 인터콘티넨탈 챔피언십과 WWE 위민스 챔피언십을 모두 거는 혼성 태그팀 경기를 하지만 패배하였다. 2009년에는 스맥다운에서 건너온 마리즈 울레를 꺾고 WWE 디바스 챔피언십까지 획득하며 WWE에서 두 타이틀을 재패했다. 2010년에서 WWE를 떠났으나 TNA로 이적해서 활동했으며 TNA 넉아웃 챔피언십에 등극했다. 7년만에 WWE에 컴백을 했고 11월 19일 진행되었던 NXT 테이크오버 토론토에서 아스카를 상대로 WWE NXT 위민스 챔피언십에 도전했지만 결국 아스카에게 패하면서 도전에 실패했다. 다만 WWE 스맥다운에서 2016년 12월 27일에서 라 루차도라(La Luchadora)를 링네임을 바꾸는 가면을 쓰면서 등장을 하다가 2017년 1월 17일 WWE 스맥다운에서 스틸케이치 매치 경기중 루차도라 가면을 쓰면서 방해를 하더니 그리고 잠시 후... 가면을 벗는순간 놀랍게도 등장을 하면서 알렉사 블리스랑 같이 붙어다니기 시작을 한다. 그러면서 베키 린치와 대립중였으나 대립이 종결되었다. 2017년 3월 7일 wwe 스맥다운에서 자신의 알렉사를 배신을 하면서 그렇게 2017년 3월부터는 아직은 베키, 나탈리아, 카멜라, 알렉사를 대립을 하는 중이였고, 그후 WWE 러로 이적하여 데이나 브룩과 함께 활동 중이였다가, 2018년 2월부터 알렉사와 함께 활동 중이다.

## 신체 사항
키 163cm
몸무게 56kg

## 수상

### WWE
- WWE 위민스 챔피언십 (구 버전) - 5회
- WWE 디바스 챔피언십 - 1회

### 임팩트 레슬링
- 임팩트 넉아웃 월드 챔피언십 - 5회

### 그 외 단체들
- 코비 프로 위민스 챔피언십 - 1회
- CSWF 위민스 챔피언십 - 1회
- DCW 위민스 챔피언십 - 1회
- GXW 위민스 챔피언십 - 1회
- ICW 슈퍼 주니어스 챔피언십 - 1회
- IPW: UK 위민스 챔피언십 - 1회
- PWF 유니버설 위민스 챔피언십 - 1회
- SCW 디바 챔피언십 - 1회
- UCW 위민스 챔피언십 - 1회
- UWF 위민스 챔피언십 - 2회
- MCW 위민스 챔피언십 - 1회